# Tajmyra
De Tajmyra (Russisch: Таймыра) is een 840 kilometer (volgens andere bronnen 638 kilometer) lange rivier op het schiereiland Tajmyr in het uiterste noorden van Aziatisch Rusland.
De rivier start als de Verchnjaja Tajmyra (Boven-Tajmyra; 567 kilometer lang) in het westelijke deel van het tot 1500 meter hoge Byrrangagebergte. Vandaaruit stroomt de rivier naar het oosten om zich in het noorden van de Tajmyr-depressie naar het oosten te begeven. Daar bereikt de Verchnjaja Tajmyra het Tajmyrmeer, waarna de rivier verder stroomt als de Nizjnjaja Tajmyra (Beneden-Tajmyra; 187 kilometer lang). Deze rivier stroomt naar het noorden door het Byrrangagebergte en bereikt daar uiteindelijk de Tajmyrbaai in het oosten van de Karazee.
De rivier wordt vooral gevoed met sneeuw en is bevroren van eind september, begin oktober tot eind mei, juni.